# Wojna brytyjsko-perska
Wojna brytyjsko-perska – konflikt zbrojny w latach 1856–1857 między Wielką Brytanią a Persją. Przyczyną wojny były perskie pretensje do afgańskiego miasta Herat, przeciwko którym wystąpili Brytyjczycy. Wojna zakończyła się zrzeczeniem przez Persję jej pretensji do Heratu.

## Preludium
Konflikt o Herat był elementem tzw. "Wielkiej Gry" jaką o panowanie nad Azją Środkową toczyły Wielka Brytania i Rosja. Po zakończeniu I wojny brytyjsko-afgańskiej Wielka Brytania dążyła do utworzenia z Afganistanu państwa buforowego, zabezpieczającego Indie Brytyjskie przed rosyjską ekspansją. Wielki sprzeciw ze strony Wielkiej Brytanii wywoływała perska infiltracja Afganistanu, gdyż podejrzewano, że dzieje się tak za podszeptami Rosji. Osią sporu było miasto Herat, obecnie związane z Afganistanem, ale za czasów Safawidów należące do Persji. Persowie dwukrotnie próbowali zbrojnie zająć sporne miasto - w 1838 i 1852 r., za każdym razem bez powodzenia.
Persowie podjęli nową próbę opanowania Heratu w 1856 r. Tym razem oblężenie zakończyło się sukcesem i miasto padło 25 października. Wywołało to natychmiastową reakcję Wielkiej Brytanii. 1 listopada gubernator generalny Indii lord Canning, wypełniając instrukcje z Londynu, wypowiedział Persji wojnę.
Wielka Brytania przedsięwzięła kroki wojenne przeciwko Persji jeszcze przed atakiem na Herat. Związane było to ze sprawą Meerzy Haszema Chana, którego brytyjski ambasador w Teheranie, Charles Augustus Murray, chciał mianować sekretarzem swojej misji. Persowie sprzeciwili się tej nominacji, co wywołało spór z ambasadorem, który narósł wraz z pojawieniem się pogłosek o romansie ambasadora z żoną Meerzy Haszema, która była jednocześnie szwagierką szaha. Persowie aresztowali kobietę, a ambasador, nazwany przez szaha "głupkiem", zerwał relacje z dworem.

## Wojna

### Desant brytyjski
Początkowo Brytyjczycy planowali wysłać wojska do Afganistanu i uderzyć bezpośrednio na Herat. Ostatecznie jednak postanowiono zaatakować Persję od strony Zatoki. 10 grudnia 1856 r. brytyjsko-hinduski szwadron morski pod dowództwem komodora Younga, po krótkim bombardowaniu, wysadził desant, który opanował wyspę Kharg oraz port Buszehr. Po nadejściu posiłków pod wodzą generała-majora Jamesa Outrama Brytyjczycy ruszyli na początku 1857 r. na miasto Borazjan, które Persowie opuścili bez walki. Brytyjczycy spustoszyli okolice i, po rezygnacji z marszu przez góry, rozpoczęli odwrót do Buszehr.

### Bitwa pod Kushab
Podczas odwrotu, 7 lutego 1857 r., pod Kushab wojska brytyjskie zostały zaatakowane przez Persów pod wodzą Khanlara Mirzy. Persowie (ok. 8000 ludzi) dysponowali znaczną przewagą nad armią Outrama, która liczyła łącznie 4600 ludzi (2200 europejskiej piechoty, 2000 hinduskiej piechoty i 400 kawalerii) oraz 16 dział. Brytyjczykom udało się szybko przezwyciężyć zaskoczenie. Przy słabnącym ogniu Persów udało się podprowadzić własną artylerię bliżej nieprzyjacielskich pozycji i uciszyć większość dział nieprzyjaciela. Bitwę rozstrzygnęła szarża 3 pułku bombajskiej lekkiej kawalerii na czworobok 1 pułku piechoty z Khusgai. Kawalerzyści rozbili nieprzyjaciela (z 500 żołnierzy ocalało 12), co zmusiło armię perską do odwrotu. Brytyjczycy utracili 19 zabitych i 64 rannych. Straty perskie wyniosły 700 zabitych i 100 jeńców.

### Wyprawa na Muhammarah
Wkrótce po powrocie do Buszehr, Outram zadecydował o marszu na północ i ataku na fort Muhammarah. Jednak z powodu kiepskiej pogody oraz opóźniania się posiłków wymarsz nastąpił dopiero 18 marca. W tym czasie wojsko umocniło obóz. Posiłki z Indii pod wodzą Henry’ego Havelocka przybyły w lutym. Wojsko wyruszyło do Muhammarah 18 marca. W Buszehr pozostało 3000 żołnierzy pod wodzą Johna Jacoba. Garnizon twierdzy liczył 13 000 ludzi i 30 dział. Dowodził nim Khanlar Mirza. Armia brytyjska liczyła 4886 ludzi i 7 okrętów wojennych.
Oblężenie rozpoczęło się 26 marca od ostrzału twierdzy z okrętów. Działania brytyjskie utrudniał fakt, że Muhammarah leżało blisko granicy z Turcją, której Brytyjczycy mieli nie naruszać. Po bombardowaniu artyleryjskim i desancie piechoty pod wodzą Havelocka Persowie opuścili Muhammarah i wycofali się do Ahwaz. Outram wysłał przeciwko nim ekspedycję złożoną z indyjskiej floty oraz 300 żołnierzy z 64 pułku piechoty i 78 pułku Highlanders, pod dowództwem kapitana Renniego. Miasto zostało zdobyte 1 kwietnia.

## Pokój
Wojska brytyjskie powróciły do Muhammarah 4 kwietnia i dowiedziały się, że 4 marca w Paryżu został podpisany traktat pokojowy. Kiedy wieści o tym nadeszły do obozu brytyjskiego generał Outram planował właśnie inwazję w głąb Persji. Na mocy traktatu pokojowego Persowie rezygnowali z Heratu, zobowiązali się do przeproszenia brytyjskiego ambasadora, podpisania traktatu handlowego oraz współpracy w zwalczaniu handlu niewolnikami w Zatoce Perskiej. Ze swej strony Brytyjczycy zobowiązali się nie udzielać schronienia w ambasadzie wrogom szaha oraz zrezygnowali z żądania zmiany premiera.